# Texaco Cup
De International League Board Competition, beter bekend onder de gesponsorde naam Texaco Cup, was een grensoverschrijdende Brits-Ierse voetbalcompetitie die van 1971 tot en met 1975 werd gespeeld tussen ploegen die zich niet hadden gekwalificeerd voor Europees voetbal. De deelnemende clubs waren afkomstig uit Engeland, Schotland (alle edities), Noord-Ierland en Ierland (enkel de eerste twee edities). Het toernooi werd opgevolgd door de Anglo-Scottish Cup.

## Opzet competitie
Het toernooi, dat in eerste instantie de werknaam British Cup had gekregen, werd omgedoopt in Texaco Cup vanwege een sponsordeal met oliemaatschappij Texaco ter waarde van 100.000 Britse pond. Het toernooi werd gespeeld als een knock-outtoernooi met zestien ploegen. De zes Engelse en Schotse ploegen speelden in de eerste ronde tegen elkaar, net als de twee Noord-Ierse en Ierse ploegen. De twee (Noord)-Ierse winnaars troffen vervolgens elkaar in de kwartfinales, net als de zes winnende clubs uit Engeland en Schotland. Alle wedstrijden, ook de finale, werden over twee duels gespeeld.
Na twee edities trokken de Noord-Ierse en Ierse ploegen zich terug uit het toernooi, zij gingen spelen in een aparte Ierse variant van de Texaco Cup. In de derde editie (1972/73) bleven er zestien ploegen meedoen, alleen nu negen uit Engeland en zeven uit Schotland. In de eerste ronde troffen alle Schotse ploegen een Engelse opponent. Aan de opzet van het toernooi werd verder niets veranderd. In de vierde editie werd de finale wel uitzonderlijk over slechts één duel gespeeld.
In 1974/75 werd het vijfde en laatste seizoen van de Texaco Cup gespeeld. Ditmaal werd de toernooi-opzet wel drastisch gewijzigd: er deden nu twintig ploegen mee, waarvan zestien uit Engeland. Deze Engelse clubs werkten eerst een groepsfase af; de vier groepswinnaars speelden vervolgens een knock-outfase samen met de vier Schotse deelnemers. Hierbij speelde in de kwartfinale telkens een Engelse tegen een Schotse ploeg.

## Finales
De finales werden, behalve tijdens de vierde editie, gespeeld in een thuis- en een uitduel. Bij een gelijke stand over twee duels werd er verlengd en, indien nodig, strafschoppen genomen.
| Seizoen | Winnaar                    | Uitslagen     | Finalist                   |
| ------- | -------------------------- | ------------- | -------------------------- |
| 1970/71 | Wolverhampton Wanderers FC | 3–1, 0–1      | Heart of Midlothian FC (t) |
| 1971/72 | Derby County FC            | 0–0, 2–1      | Airdrieonians FC (t)       |
| 1972/73 | Ipswich Town FC (t)        | 2–1, 2–1      | Norwich City FC            |
| 1973/74 | Newcastle United FC        | 2–1 n.v.      | Burnley FC                 |
| 1974/75 | Newcastle United FC        | 0–1, 3–0 n.v. | Southampton FC (t)         |

- Het team dat de eerste wedstrijd thuis speelde, is met (t) aangegeven.

### Finalisten
| Club                       | Winnaar | Finalist | Winnaar in:      |
| -------------------------- | ------- | -------- | ---------------- |
| Newcastle United FC        | 2       | 0        | 1973/74, 1974/75 |
| Derby County FC            | 1       | 0        | 1971/72          |
| Ipswich Town FC            | 1       | 0        | 1972/73          |
| Wolverhampton Wanderers FC | 1       | 0        | 1970/71          |
| Airdrieonians FC           | 0       | 1        |                  |
| Burnley FC                 | 0       | 1        |                  |
| Heart of Midlothian FC     | 0       | 1        |                  |
| Norwich City FC            | 0       | 1        |                  |
| Southampton FC             | 0       | 1        |                  |

### Statistieken en records
- 49 ploegen hebben meegedaan aan minimaal één editie van de Texaco Cup.
- In totaal zijn er 157 wedstrijden gespeeld in het kader van deze competitie.
- Daarin werden 458 doelpunten gemaakt, goed voor een gemiddelde van 2,92 per wedstrijd.
- Heart of Midlothian heeft het vaakst deelgenomen aan de Texaco Cup (alle vijf edities). Newcastle United en Motherwell deden aan vier edities mee.
- Newcastle United kwalificeerde zich het vaakst voor een volgende ronde (twaalf keer). Vier ploegen (Heart of Midlothian, Motherwell, Norwich City en Wolverhampton Wanderers) slaagden daar vijf keer in.
- Newcastle United heeft ook het record voor meeste gespeelde wedstrijden (28), meeste overwinningen (12) en meeste gelijke spelen (8).[3]
- Norwich City heeft het meeste wedstrijden verloren (9).
- Ipswich Town heeft het hoogste winstpercentage: 87,5% (zeven van de acht wedstrijden gewonnen).[4]
- Ipswich Town speelde het meeste wedstrijden (8) zonder er eentje te verliezen (zeven overwinningen en een gelijkspel).
- Ayr United speelde het meeste wedstrijden (6) zonder er eentje te winnen (drie gelijke spelen en drie nederlagen).
- St. Johnstone speelde het meeste wedstrijden zonder zege of gelijkspel (vier nederlagen).
- Newcastle United maakte het meeste doelpunten in totaal (49), kreeg het meeste doelpunten tegen (31) en heeft in totaal het beste doelsaldo (+18).
- Afgezet naar het aantal gespeelde wedstrijden heeft Burnley het hoogste doelpuntengemiddelde (3,11). Burnley maakte ook het meeste doelpunten in één editie (24, in 1973/1974). East Fife kreeg gemiddeld het meeste doelpunten tegen (5,00) en Ballymena United kreeg het meeste tegendoelpunten in één editie (14, in 1971/72).
- Het grootste verschil over twee duels was acht doelpunten, behaald door Burnley tegen East Fife (7–0 thuis, 3–2 uit) en tegen Heart of Midlothian (3–0 uit, 5–0 thuis), allebei in 1973/74. De 7–0 zege op East Fife is ook de grootste zege in één wedstrijd.
- De doelpuntrijkste ontmoeting (over twee duels) kende dertien treffers. Derby County won met 8–5 van Dundee United (6–2 thuis, 2–3 uit) in 1971/72. De 6–2 zege van Derby County is ook de doelpuntrijkste wedstrijd.
- Het laagste aantal doelpunten over twee duels was nul. Stoke City en Birmingham City speelden in 1973/74 beide wedstrijden 0–0. Birmingham City won na strafschoppen.

Texaco Cup:
1970/71 ·
1971/72 ·
1972/73 ·
1973/74 ·
1974/75

Anglo-Scottish Cup:
1975/76 ·
1976/77 ·
1977/78 ·
1978/79 ·
1979/80 ·
1980/81